# Immo Heske

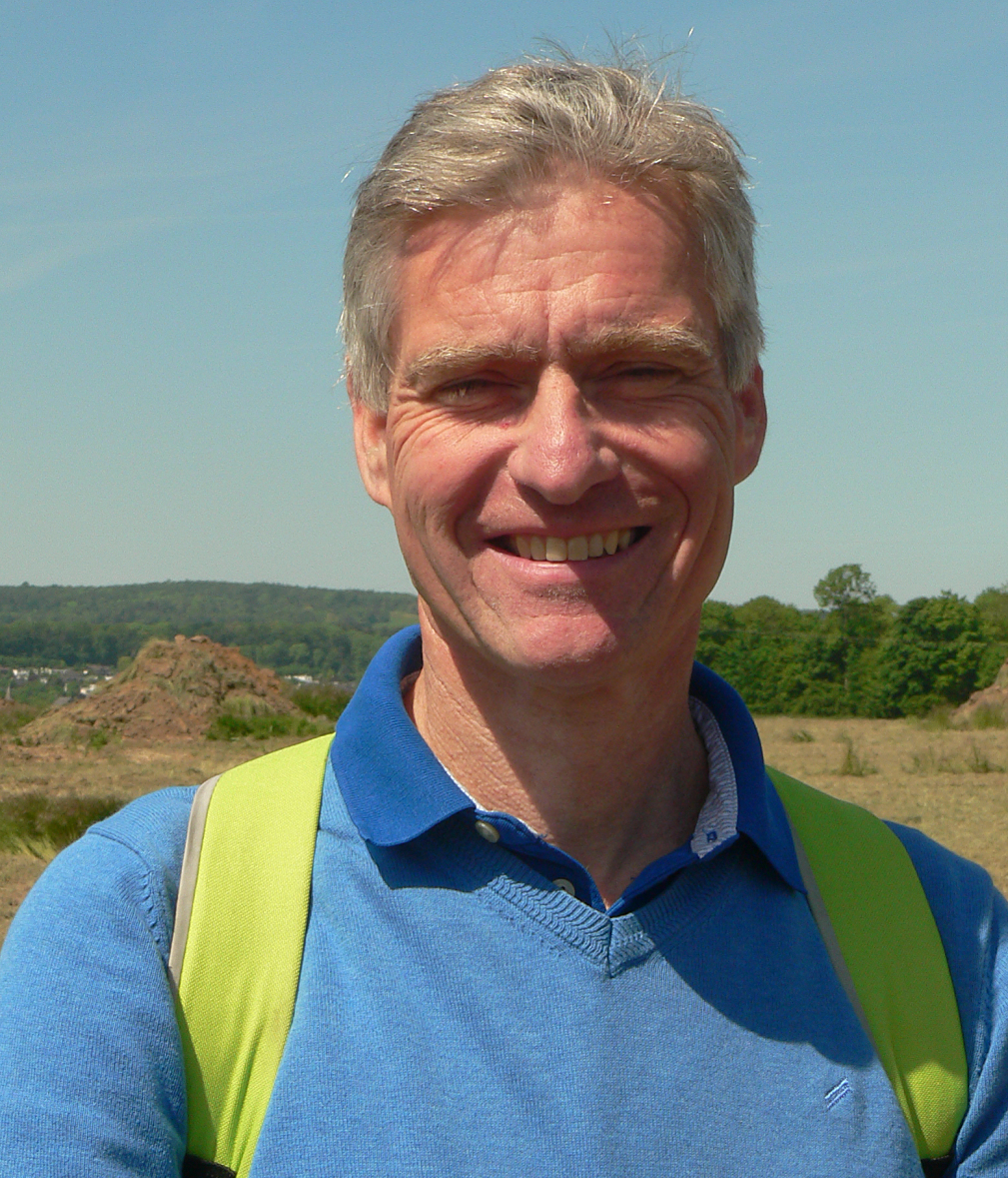
Immo Heske, 2025

Immo Heske (* 1969) ist ein deutscher prähistorischer Archäologe.

## Werdegang
Immo Heske studierte an den Universitäten Göttingen und Hannover. 1999 erwarb er den Magister an der Universität Göttingen, wo er 2004 mit einer Arbeit zur Hünenburg bei Watenstedt promovierte. In den Jahren von 2004 bis 2006 war er wissenschaftlicher Volontär in der Abteilung Ur- und Frühgeschichte des Braunschweigischen Landesmuseums in Wolfenbüttel, wo er eine Ausstellung zur Geschichte des Museums in der Zeit des Nationalsozialismus kuratierte. Seit 2006 ist er am Seminar für Ur- und Frühgeschichte an der Universität Göttingen tätig.
Forschungsschwerpunkte von Heske sind die Siedlungsarchäologie in der Bronze- und frühen Eisenzeit, Deponierungen der Nordischen Bronzezeit, die Urgeschichte Nordosteuropas sowie Forschungsgeschichte.
Seit 1998 ist Immo Heske fast jährlich an Ausgrabungen zur Erforschung der Hünenburg bei Watenstedt beteiligt, anfangs als Student und später als Grabungsleiter. Im Umfeld der Hünenburg untersuchte er auch andere Fundstellen, wie das Gräberfeld von Gevensleben, die Kreisgrabenanlage von Watenstedt und das Gräberfeld von Beierstedt. Weitere Forschungen betreibt er in Brandenburg im Siedlungsumfeld des Königsgrabs von Seddin, die von der Deutschen Forschungsgemeinschaft gefördert werden. 2017 wurde er Kustos der Lehrsammlung des Seminars für Ur- und Frühgeschichte der Universität Göttingen. Zu der Tätigkeit gehören Lehraufgaben und die Durchführung von Lehrgrabungen sowie von Ausstellungen.

## Mitgliedschaften
- Archäologie in Niedersachsen, Redaktionsmitglied
- AG Bronzezeit im Deutschen Verband für Archäologie, Sprecher

## Veröffentlichungen (Auswahl)
- Die Hünenburg bei Watenstedt, Ldkr. Helmstedt (Niedersachsen). Vorbericht über die Prospektionsgrabungen der Jahre 1998–2000, in: Nachrichten aus Niedersachsens Urgeschichte 73, 2003, S. 15–27.
- „Inszeniertes Germanentum“ – das archäologische Museum „Haus der Vorzeit“ in Braunschweig von 1937 bis 1944. In: Archäologisches Nachrichtenblatt 10, 2005, S. 482–491.
- Die Hünenburg bei Watenstedt, Ldkr. Helmstedt. Eine ur- und frühgeschichtliche Befestigung und ihr Umfeld. in der Reihe: Göttinger Schriften zur Vor- und Frühgeschichte, Band 29, Neumünster, 2006
- Die bronze- und früheisenzeitlichen Funde der ehemaligen Prussia-Sammlung – Zur Bestandserfassung und wissenschaftlichen Auswertung. In: Archäologisches Nachrichtenblatt 13, 2008, S. 312–319.
- Landschaft, Besiedlung und Siedlung, Neumünster, 2013
- Die Hünenburg-Außensiedlung bei Watenstedt, Ldkr. Helmstedt. Funde und Befunde der Ausgrabungen 2005 bis 2010. Mit Beiträgen von Silke Grefen-Peters zur osteologischen Auswertung des Fundmaterials. In: Göttinger Schriften zur Vor- und Frühgeschichte, Band 34, Neumünster/Hamburg 2016.
- Das Gräberfeld der Hausurnenkultur von Beierstedt, Ldkr. Helmstedt, Kiel, 2017.
- mit Kirsti Stöckmann, Christoph Jahn: Bronzezeitliche Metallfunde aus Ostpreußen : Forschungs- und Überlieferungsgeschichte, Typologie und Chronologie unter besonderer Berücksichtigung der Tüllenbeile, Berlin, 2021